# C-2運輸機 (日本)
川崎C-2（原型機代號XC-2）是一种由川崎重工业为日本航空自卫队开发的军用运输机。日本航空自卫队计划购买40架飞机，以取代已经老化的川崎C-1和C-130运输机机队。

## 研製歷程
2001年，日本防卫厅已决定购买新的运输机，以取代老化的川崎C-1。在研究過多款包括C-130J「大隻佬」式、波音C-17环球霸王III和空中客车A400M等他國製造的军用运输机種後，由於日本在裝備購買的限制比較特殊，不需要能夠長距離飛行、承載重型陸軍裝備的戰略運輸機，日本防卫厅认为没有適合的機種能提供符合日本航空自卫队要求的性能表現，而決定採自力研發的方式進行。 

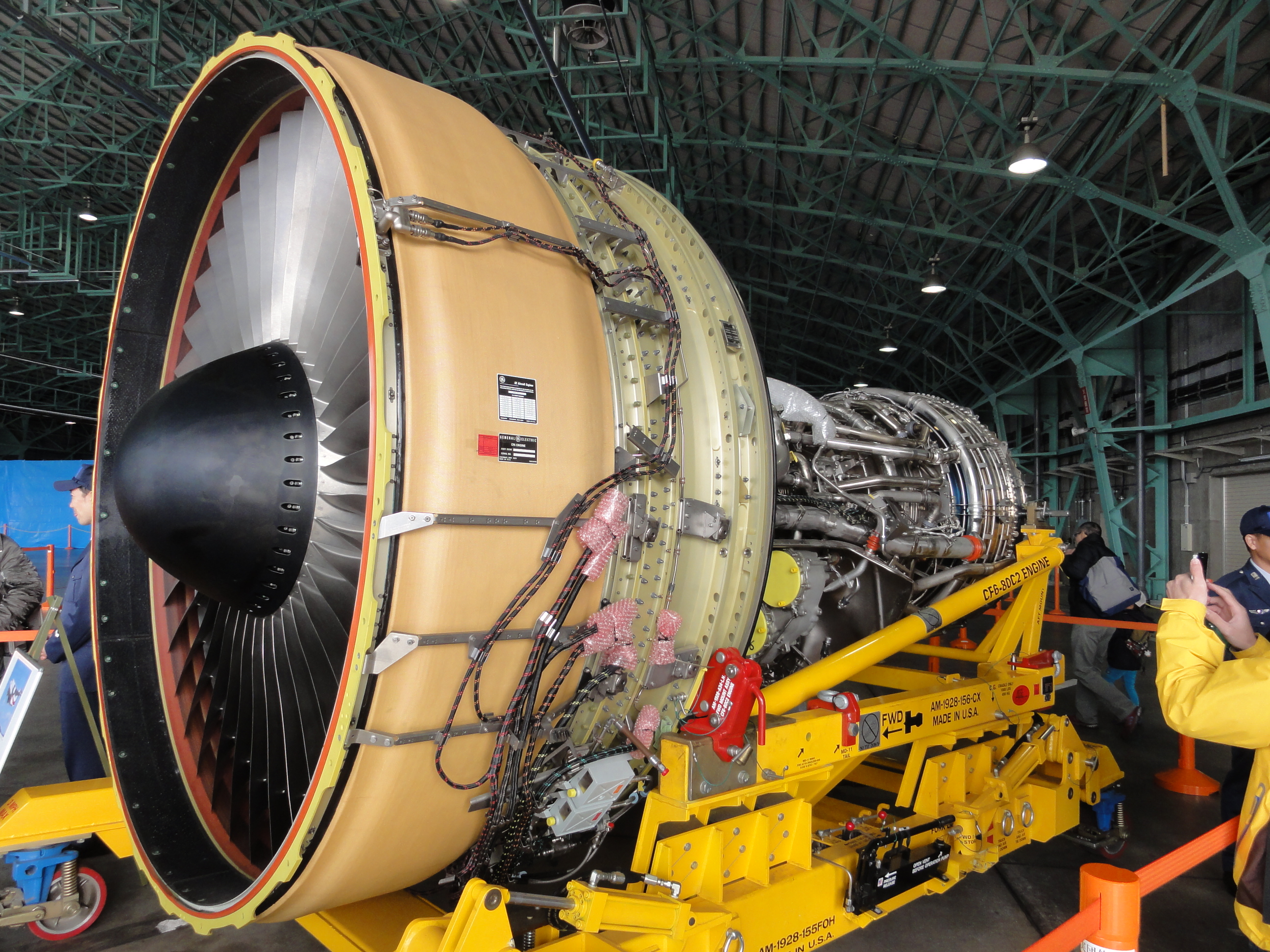
由美國奇異公司提供的CF6-80C2K1F發動機。

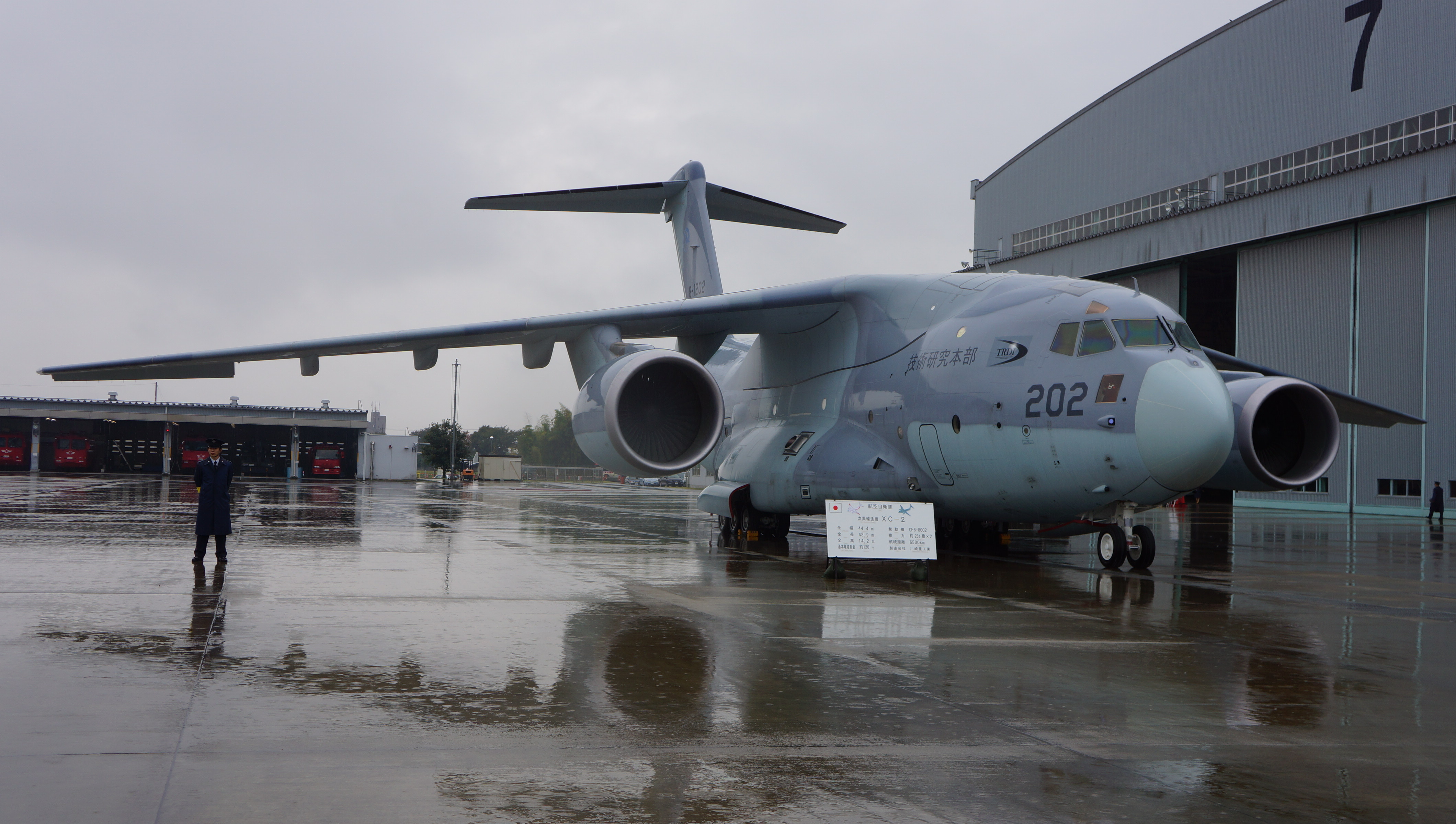
隸屬於技術研究本部的18-0202號原型機。2012年時攝於岐阜基地。

川崎重工被选中作為新機種的開發廠商，為了進一步降低成本，C-X計畫是與被稱為「P-X」的新一代海上自衛隊海上巡邏機（反潛巡邏機）之開發計畫同步進行。截至2007年為止，这两款新機種的总发展成本約為3,500亿日元（约等于33亿美元），在類似的開發案中屬於開發成本相對較低者。作為比對，美國海軍版本的P-3C替代機種P-8「海神式」反潛巡邏機（P-8 "Poseidon"），單一機種的開發費用就已高達38亿9,000万美元。
在因為3663个美国制造的铆钉出现问题，导致试飞延迟後。第一次飞行原定于2007年9月，但又被推迟到2007年12月。
2007年5月，测试显示的水平尾翼不正确变形。一项调查显示，C-X具有相同的故障。在同年7月，进一步的试验表明，主起落架和机身部分存在裂缝。 
根据中日新闻社，这架飞机的成本约10亿日元/架（约合8,000万美元）。由于新战机F-X计划已被推迟，日本航空自卫队已决定增加资金的F-15J，以及C-X的采购将被推迟了大约一年。 
2010年1月25日。名称改编为XC-2的第一架飞机在日本举行的2010年1月26日在航空自衛隊岐阜基地参加试飞。飞行了大约一个小时，圆满结束。
2014年1月測試C-2（又稱XC-2）的飛行強度時，飛機艙門脫落等故障說明強度不過關，令防衛省原定2014年起開始部署C-2的方針遇到障礙。
日本防衛省向東京大學提出協助改良的要求，遭遇東大拒絕後，防衛省又通過主管學府的政府文部科學省希望對東大施壓，但文科省則以「尊重大學自治權」為由消極應對，迫使時任日本防衛大臣小野寺五典在2014年7月4日的記者會上宣佈防衛省部署C-2運輸機的計劃推遲兩年（至2017年）。

## 衍伸版本

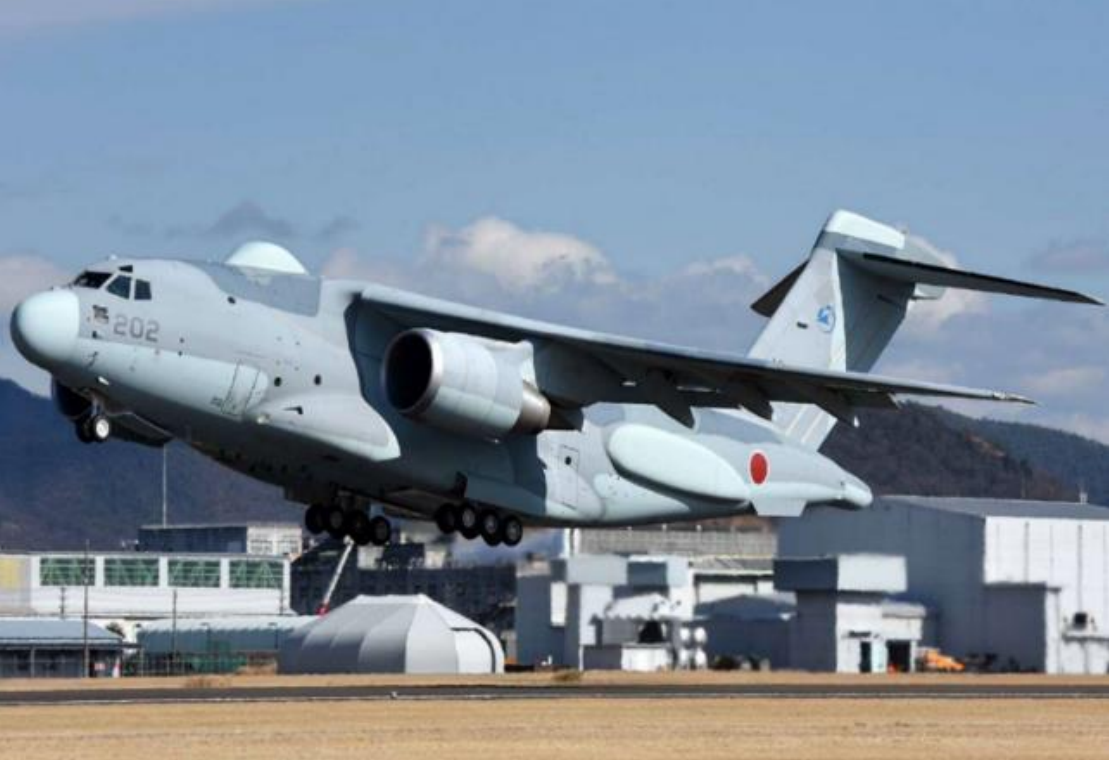
RC-2電子偵察干擾機

### RC-2電子偵察干擾機
RC-2原型機由C-2 二號原型機(18-1202號)改裝，將作為YS-11EB電子干擾機的後繼機種，首架2020年10月服役，另有3架訂購中。

## 使用國
- 日本
  - 航空自衛隊

## 服役史
2016年2月24日，防衛裝備廳接收C-2原型機，並交由航空自衛隊進行性能測試。隨後，首架量產機於同年6月30日交付。

### 2022年支援烏克蘭
而在俄羅斯入侵烏克蘭期間，航空自衛隊派出屬下的KC-767空中加油机及C-2運輸機，向烏方捐贈醫療物資，以及頭盔連避彈衣。當中，首架援烏物資專機於同年3月8日自美保基地直飛基輔，為C-2運輸機首次於戰爭中應用。

### 蘇丹撤僑
2023年4月19日，因應蘇丹爆發武裝政變，航空自衛隊派出C-130、C-2運輸機及KC-767空中加油机，撤出當地45名日本僑民。

## 技術規格

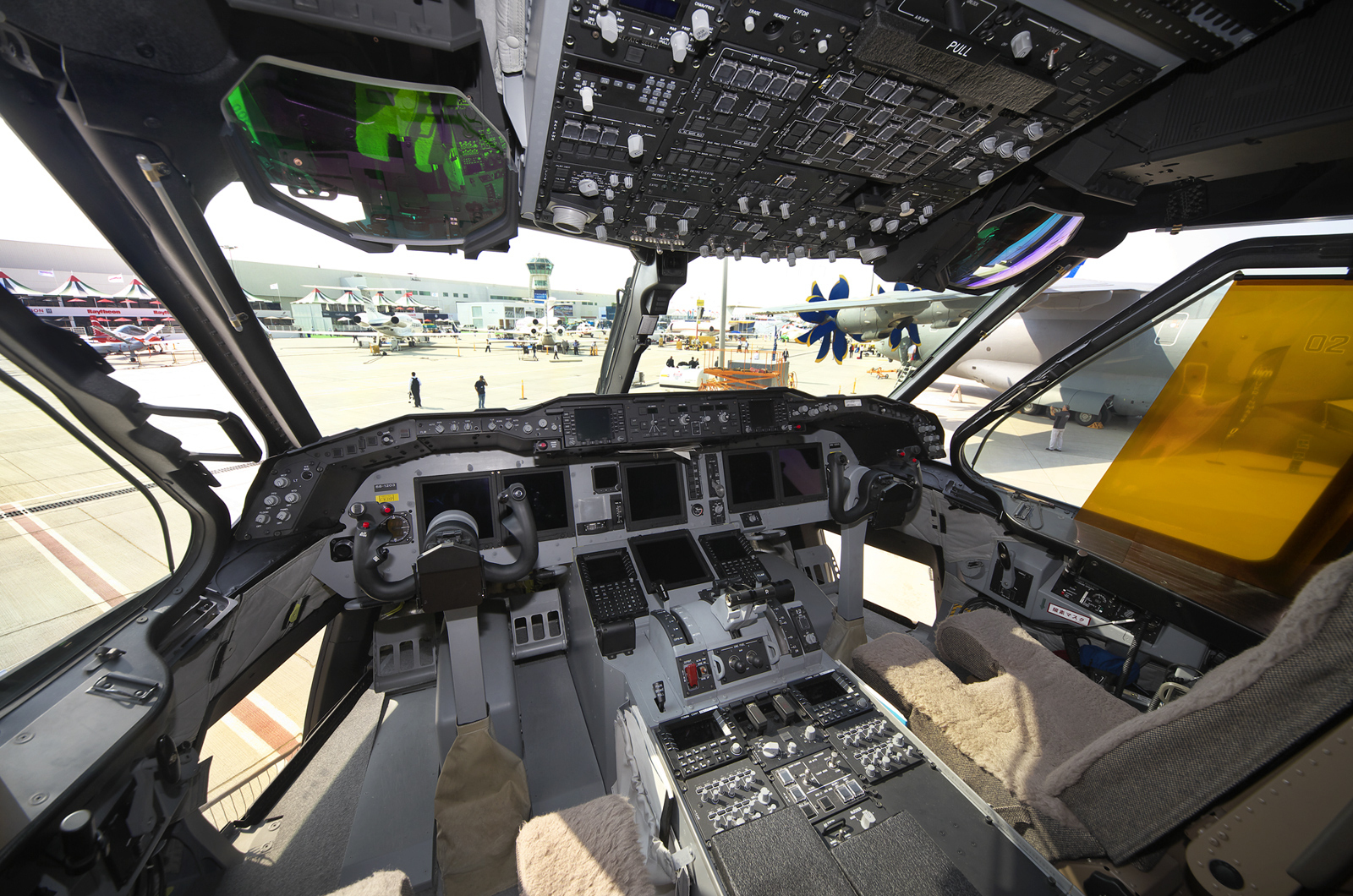
C-2運輸機駕駛艙

XC-2是針對防衛廳（後改制為防衛省）所提出的26吨有效籌載重量要求而开发，搭载两具通用电气CF6-80C2K1F渦扇發動機发动机（推力約27.9噸），配備有一套全新設計的战术飞行管理系统，並在货舱配备有自动负载开关系统。為提升任務彈性，空中加油系统和夜视功能，也将被纳入新機的設計中。
参考资料：Japanese Ministry of Defense Flight International ATLA
基本信息
- 机组：3人 (2飛行員、1裝載員)、2〜5名（補助席）+110名（貨艙）[16][17]
- 容量：

  - 戰場運補系統一套 或
  - 卡車兩輛 或
  - 8 具463L棧板 或
  - 1 台UH-60JA直升機 或
  - 1 台機動戰鬥車

性能

## 現役軍用運輸機貨運能力比較
| 機型        | 最大載重（噸） | 貨艙長度          | 貨艙寬度         | 貨艙高度         |
| ----------- | -------------- | ----------------- | ---------------- | ---------------- |
| An-124      | 150            | 36（118英尺）     | 6.4（21英尺）    | 4.4（14英尺）    |
| C-5M        | 127.5          | 37（121英尺）     | 5.8（19英尺）    | 4.1（13英尺）    |
| An-22       | 80             | 32.7（107英尺）   | 4.44（14.6英尺） | 4.44（14.6英尺） |
| C-17        | 77.5           | 26.83（88.0英尺） | 5.49（18.0英尺） | 3.76（12.3英尺） |
| Y-20B       | 66             | 20（66英尺）      | 4（13英尺）      | 4（13英尺）      |
| Il-76MD-90A | 60             | 20（66英尺）      | 3.4（11英尺）    | 3.4（11英尺）    |
| A400M       | 37             | 17.71（58.1英尺） | 4（13英尺）      | 3.85（12.6英尺） |
| C-2         | 36             | 16（52英尺）      | 4（13英尺）      | 4（13英尺）      |
| C-390       | 26             | 18.5（61英尺）    | 3（9.8英尺）     | 3.4（11英尺）    |
| Y-9         | 20             | 16.2（53英尺）    | 3.2（10英尺）    | 2.6（8.5英尺）   |
| C-130J-30   | 19.8           | 16.76（55.0英尺） | 3.02（9.9英尺）  | 2.74（9.0英尺）  |